# Camilo de Lellis
Camilo de Léllis (Bucchianico, 25 de maio de 1550 – Roma, 14 de julho de 1614) foi um religioso italiano, fundador da Ordem dos Ministros dos Enfermos (Camilianos). É venerado como santo da Igreja Católica e é considerado protetor dos enfermos e dos hospitais.

## Biografia
Pertencente de uma nobre e tradicional família, Camilo de Léllis foi militar e pelo seu caráter, expulso da tropa. Viciado em jogo, levava uma vida profana e decadente. Perdeu todos os seus bens. No momento mais melancólico de sua vida, em uma situação de mendicância, Camilo foi tocado pela graça divina, arrependendo-se de todos os seus pecados, passando a dedicar sua vida a servir, por espírito de caridade, aos doentes pobres em hospitais. E diante de tanta dedicação, fundou a "Companhia dos Servidores dos Enfermos", conhecidos como Camilianos. E não é por menos que tornou-se patrono dos enfermos e dos hospitais.
Seu sobrenome remonta à história da igreja, época do bispo Teodoro de Léllis. Todavia, Camilo de Léllis fez a própria história e deixou sua fé e sua dedicação aos enfermos disseminadas por todo o mundo.
São Camilo era italiano dos Abruzos, mais precisamente da localidade de Bucchianico. Em 1550, ano de seu nascimento, sua família carregava no sangue virtude, coragem e brio dos que lutaram nas Cruzadas.
Seu nascimento coroou o casamento de tantos anos da senhora Camila, a mãe, que até os 60 anos de idade não tinha conseguido dar um herdeiro ao esposo João.

## Vida voluntária
Foi com 17 anos que Camilo alistou-se como voluntário no exército da República de Veneza. Naquela época, pôde conviver com o drama dos enfermos que agonizavam diante de várias doenças. Foi dessa época também que Camilo passou a viver com uma dolorosa úlcera no pé, que o acompanhou até o último dia de vida. Nesse período, também sofreu a perda do pai e sua vida enveredou-se para os prazeres mundanos, como o da jogatina.
A vida de Camilo mudou completamente. Sofreu diante da falta de condições financeiras e de saúde. Doente, não conseguiu local para internar-se, o que o fez partir para Roma, pedindo auxílio no Hospital Santiago, justamente para tratar da chaga no pé direito. Camilo não tinha dinheiro para pagar o tratamento e ofereceu-se para trabalhos de servente e de enfermeiro.
Mal cicatrizada a ferida, Camilo, sem nenhum recurso financeiro, soube que o país recrutava voluntários para combater os turcos do Império Otomano, em frequente conflito com Veneza. E lá foi ele. Não parou tão cedo. Em 1573, quase restabelecido economicamente, Camilo, mais uma vez, rendeu-se aos prazeres mundanos e atirou-se aos jogos. Perdeu tudo. Ficou a zero, reduzido à miséria. Retornou a Nápoles e prometeu se fazer religioso franciscano.
Um ano depois, Camilo esqueceu-se do voto que fizera de se tornar religioso franciscano e mergulhou novamente no jogo. O jogo e a bebida tornaram-se vícios em sua vida. Ficou novamente na miséria. Partiu para Veneza. Passou frio e fome. Não tinha onde morar, nem dormir. Em uma das derrotas no jogo, deu como pagamento a própria camisa. Depois de muito perambular, conseguiu abrigo no convento dos capuchinhos, momento em que lembrou do voto de tornar-se religioso. Converteu-se realmente.

## Missão
Camilo retornou ao Hospital Santiago, desta vez como mestre da casa. Apesar de doente, tratou dos enfermos como de si. Em 1581, com a saúde precária, decide tratar dos doentes gratuitamente. Na época, Camilo foi levado a agir assim diante da exploração, desonestidade e falta de escrúpulos dos médicos para com os doentes. Em 1582, Camilo teve a primeira inspiração de instituir uma companhia de homens piedosos que aceitassem, generosamente, a missão de socorrer os pobres enfermos, sem preocupação de recompensa. O papa Sisto V aprovou os regulamentos da companhia em 18 de março de 1586.
Aos 32 anos voltou aos estudos sob orientação de São Filipe Néri, sendo ordenado sacerdote aos 34 anos. A sua companhia rapidamente se distinguiu pela caridade no tratamento de doentes. em 21 de setembro de 1591, o papa Gregório XIV a reconheceu como ordem religiosa. Em 8 de dezembro de 1591, Camilo e seus companheiros fizeram a sua profissão de fé, incluindo um quarto voto de dedicação aos doentes, ainda que com risco de sua própria vida.
Na guerra que logo em seguida houve na Hungria, os camilianos trabalharam como primeira unidade médica de campo, cuidando dos feridos.
Não bastou a Camilo tomar consigo apenas bons enfermeiros e alguns até médicos, os doentes careciam também de assistência religiosa. É evidente que a alma bem cuidada dispõe melhor o corpo para suportar os sofrimentos e sobrepor-se à doença. Vale destacar que antes de ser santo, Camilo não tinha qualquer ligação de fé no Senhor.
Segundo relato de um companheiro, "[Camilo] Contemplava nos doentes, com tão sentida emoção, a pessoa de Cristo que, muitas vezes, quando lhes dava de comer, pensando serem outros cristos, chegava a pedir-lhes a graça e o perdão dos pecados. Mantinha-se diante deles com tanto respeito, como se estivesse realmente na presença do Senhor. De nada falava com mais frequência e com mais fervor do que da santa caridade. O seu desejo era imprimi-la no coração de todos os homens".
Muito doente, Camilo renunciou em 1607 ao cargo de Superior Geral de sua Ordem Religiosa .
Faleceu em Roma aos 14 de julho de 1614. Sua festa é celebrada aos 14 de julho, data de sua morte.
Nos primeiros dias de julho de 1614, já no seu leito de morte, recebeu a última comunhão e deixou as seguintes recomendações:
"Observai bem as regras. Haja entre vós uma grande união e muito amor. Amai, e muito, a nossa Ordem, e dedicai-vos ao apostolado dos enfermos. Trabalhai com muita alegria nesta vinha do Senhor. Se Deus me levar para o Céu, vos hei de ajudar muito de lá. As perseguições que sofreu nossa obra vieram do ódio que o demônio tem ao ver quantas almas lhe escaparam pelas garras. E já que Deus se serviu de mim, vilíssimo pecador para fundar miraculosamente esta Ordem, Ele há de propagá-las para o bem de muitas almas pelo mundo inteiro. Meus padres e queridos irmãos: eu peço misericórdia a Deus e perdão ao padre Geral aqui presente e a todos vós, de todo mau exemplo que eu pudesse ter dado, talvez mais pela minha ignorância, do que pela má vontade. Enfim, eu vos concedo da parte de Deus, como vosso Pai, em nome da Santíssima Trindade e da bem-aventurada Virgem Maria, a vós aqui presentes, aos ausentes e aos futuros, mil bênçãos".
Seu féretro foi marcado por muita comoção e acompanhado por uma multidão. Mas um milagre era visto naquele dia: enquanto preparavam o corpo de Camilo para o funeral, os médicos, estarrecidos, notaram que a chaga havia desaparecido.
Em 1746, durante uma festa dos Santos Apóstolos Pedro e Paulo, o papa Bento XIV, no dia 29 de junho, declara Santo o nome de Camilo de Lellis.
Em 1886, o papa Leão XIII declarou São Camilo, juntamente com São João de Deus, Celestes protetores de todos os enfermos e hospitais do mundo católico.